# Elaeocarpus prafiensis
Elaeocarpus prafiensis är en tvåhjärtbladig växtart som beskrevs av Weibel. Elaeocarpus prafiensis ingår i släktet Elaeocarpus och familjen Elaeocarpaceae. Inga underarter finns listade i Catalogue of Life.